# زينون فرانكو أوكامبوس
زينون فرانكو أوكامبوس Zenón Franco Ocampos (ولد في 12 مايو 1956 في باراغواي) لاعب شطرنج باراغواياني حمل لقب أستاذ كبير.

## ألقاب
- كان اللاعب الوحيد الذي يحمل لقب أستاذ كبير في باراغواي عام 2007، أما اليوم فيوجد لاعبين آخرين حصلوا على لقب أستاذ كبير منهم أكسل باخمان.

## كتبه
- ألف عدة كتب منها: التطوير الذاتي في لعب الشطرنج 2005، شرح كيفية الفوز بالشطرنج 2006، كيف تدافع في الشطرنج 2007، فن الهجوم في الشطرنج 2009.

## تصنيف
- بلغ في تصنيف إيلو 2486 نقطة في يناير 2018.

## روابط خارجية
- زينون فرانكو أوكامبوس على موقع الاتحاد الدولي للشطرنج (الإنجليزية)
- زينون فرانكو أوكامبوس على موقع مباريات الشطرنج (الإنجليزية)
- زينون فرانكو أوكامبوس على موقع 365Chess.com (الإنجليزية)
- زينون فرانكو أوكامبوس على موقع Chesstempo.com (الإنجليزية)
- زينون فرانكو أوكامبوس سجل أولمبياد الشطرنج على موقع OlimpBase.org (الإنجليزية)